# 毛剪秋罗

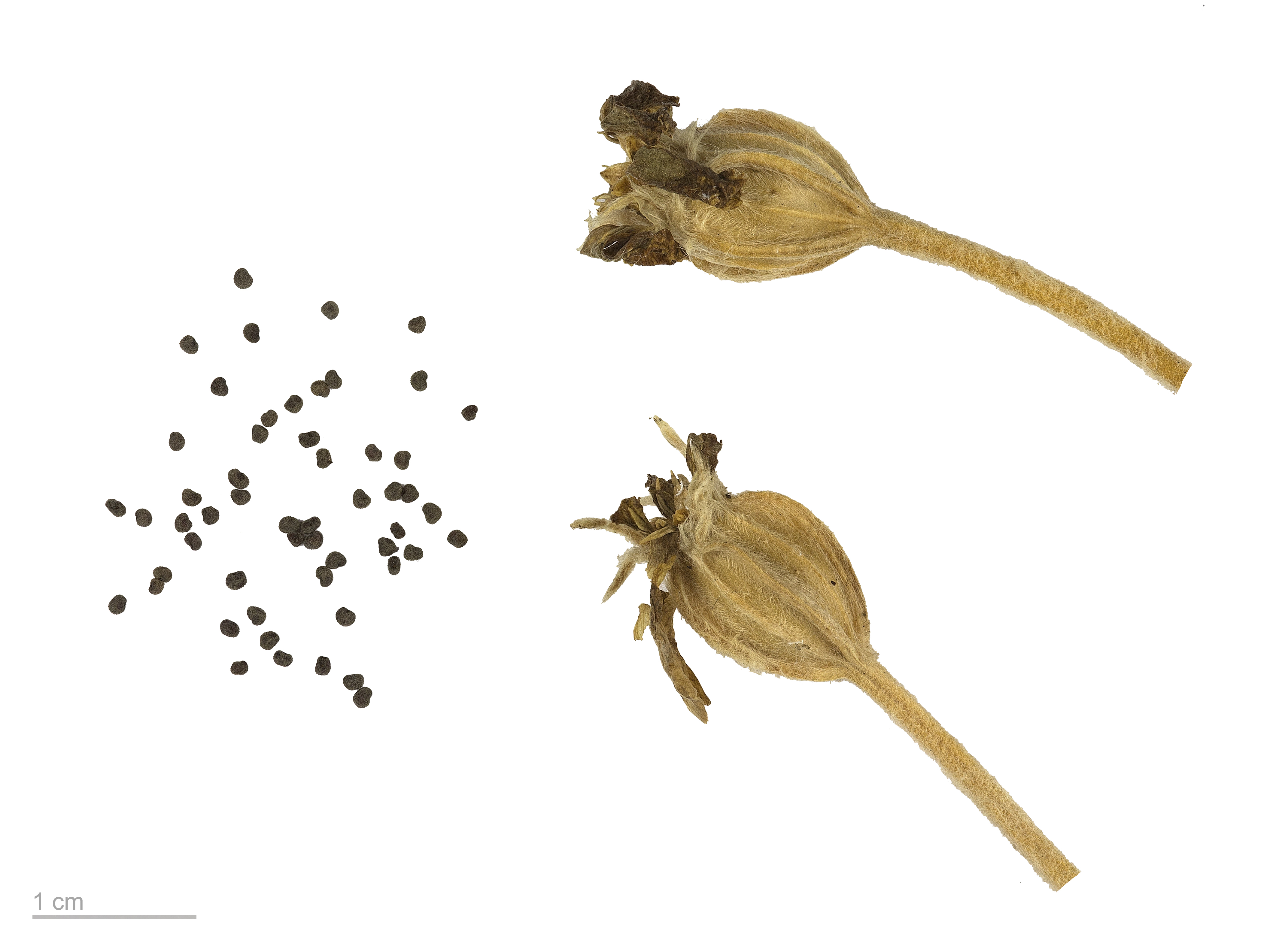
Lychnis coronaria

毛剪秋罗（学名：Lychnis coronaria）是石竹科剪秋罗属的植物。分布于亚洲、欧洲等地。

## 别名
毛缕（东北经济植物志要）、醉仙翁（中国种子植物分类学）。